# Katariina Hänninen
Katariina Hänninen (Toholampi, 1º dicembre 1982) è una cantante finlandese.

## Biografia
Katariina Hänninen è salita alla ribalta nell'autunno del 2003 con la sua vittoria al talent show finlandese King Karaoke, seguito nella primavera del 2004 dal suo trionfo nella sezione femminile della competizione canora Golden Stars, che le ha permesso di partecipare alla successiva edizione dell'annuale Seinäjoen Tangomarkkinat.
Nello stesso anno la cantante ha firmato un contratto con l'etichetta discografica Mediamusiikki, su cui nel 2005 ha pubblicato l'album di debutto Pimenee, che ha raggiunto la 33ª posizione della Suomen virallinen lista.
Nel 2006 ha partecipato a Euroviisut, il programma di selezione del rappresentante finlandese per l'Eurovision Song Contest, dove ha presentato gli inediti Liian aikaisin e Pala taivasta; con quest'ultimo ha acceduto alla finale, piazzandosi undicesima.

## Discografia

### Album in studio
- 2005 – Pimenee

### Singoli
- 2004 – Kuolematon
- 2005 – Paha tuuli
- 2005 – Pimenee
- 2005 – Polvistukaa
- 2005 – Ei kenenkään/Sateeseen
- 2006 – Pala taivasta/Liian aikaisin
- 2007 – Turpa kii
- 2008 – Omilla ehdoilla